# Diplopherusa tumidipes
Diplopherusa tumidipes is een keversoort uit de familie mierkevers (Cleridae). De wetenschappelijke naam van de soort is voor het eerst geldig gepubliceerd in 1921 door Heller.